# Mickey Cottrell
Richard Edward Cottrell  (n. 4 septembrie 1944, Springfield, Illinois, SUA – d. 1 ianuarie 2024, Los Angeles, California, SUA), cunoscut profesional sub numele de Mickey Cottrell, a fost un publicist american de film de la Hollywood, producător independent de film și actor ocazional, cunoscut pentru munca sa la My Own Private Idaho, Volcano⁠(d) și Ed Wood.   Cottrell a avut roluri mici în serialele de televiziune Star Trek: The Next Generation și Star Trek: Voyager.

## Biografie
Cottrell s-a născut pe 4 septembrie 1944, în Springfield, Illinois. A urmat cursurile Universității din Arkansas. A lucrat la Teatrul Guthrie și apoi la Teatrul Loyola ca proiecționist de film. Ulterior, a lucrat ca publicist, începând la Landmark Theatres (1982 și 1984), apoi John Baron Associates, înainte de a înființa Cottrell and Lindeman Associates împreună cu partenerul său de afaceri în 1989, înainte de a deveni independent și a fondat în 2002 Mickey Cottrell Film Publicity.
Cottrell a lucrat ca producător de film la Chain of Desire și Shelf Life.
În 2016, a suferit un accident vascular cerebral sermnificativ. A locuit la Film and Television Country House and Hospital din Woodland Hills, Los Angeles, unde a murit din cauza bolii Parkinson la 1 ianuarie 2024, la vârsta de 79 de ani.   

## Lincuri externe
- Mickey Cottrell la Internet Movie Database